# 少年頭脳カトリ
『少年頭脳カトリ』（しょうねんずのうカトリ）は、香取慎吾の冠番組で、フジテレビで放送されたバラエティ番組である。
1998年10月31日、『サタスマ』の後半パートとして放送開始。『サタスマ』で放送後、1999年4月17日から10月4日の間、26:25 - 26:35（JST）の深夜番組「少年頭脳カトリ1999」としてレギュラー化。
当初は番組内での扮装をした香取が小学館の学年別学習雑誌の表紙を飾ったり、子供向けバラエティ番組「ポンキッキーズ」にゲスト出演するなど、子供の視聴者をターゲットにしていたが、「1999」時代以降、放送時間を深夜に移し大人へのターゲット変更がなされた。

## あらすじ
1999年、脳内をテレビで見られる時代、ICチップを埋め込まれた香取慎吾の脳内で、今日も何かが起こる。香取慎吾の右脳に住む少年のカトリが、無意識カードを使う大人怪人と対決しながら子供の質問に答えていたが、1999年1月30日の『サタスマ』では『中居正広のボク生きII』にカトリが出演した（その際中居は最初のゲスト紹介時のみ「少年頭脳カトリ」と紹介し、後は殆ど「慎吾」または「慎吾くん」と呼んでいた）。

## キャスト
- 香取慎吾 - 香取慎吾
- カトリ - 香取慎吾
- 太田さん（不定形ガールフレンド）  - 女性芸能人
  - 岩崎ひろみ（藤岡さん出演回）
  - 一色紗英
  - 観月ありさ
  - 瀬戸朝香
  - 安達祐実
  - 日高よう子
  - 岡本綾
  - 太田深雪（森雪のパロディー） - 藤谷美和子
- どくびるくん（声・森田チアキ）
- ナレーター - 中村正

### 大人怪人
- ドン・上様 -（声・森山周一郎）
- ミスターカライ - 赤井英和
- ツーン兄弟・からし - きたろう（シティボーイズ）
- ツーン兄弟・わさび - ピエール瀧（電気グルーヴ）
- イライラマII世 - 大竹まこと（シティボーイズ）
- 富永部長 - 斉木しげる（シティボーイズ）
- OL窪園 - ふせえり
- OL飯干 - 片桐はいり
- 水玉社長 - 笑福亭鶴瓶
- ガッカリー博士 - 大竹まこと（シティボーイズ）
- ハッタリー君 - 中居正広
- ハッタリーII - ふかわりょう
- ハッタリーIII - 今田耕司
- 建前兄弟・ペリー - デーブ・スペクター
- 建前兄弟・武蔵 - 今井雅之
- ハンサム忍者マーキュリー - 東野幸治
- ロンサム忍者冬吉 - きたろう（シティボーイズ）
- バニー宮内軍曹 - 宮内洋
- ケンソゴル改め原田ともお - 笑福亭笑瓶
- ハートのジャック - 保坂尚輝
- ビコーズ - TIM、ノンキーズ
- 賢者グー - 大竹まこと
- 当て馬1号 - ふかわりょう
- 当て馬2号 - レッド吉田（TIM）
- 当て馬3号 - ゴルゴ松本（TIM）
- 邪念 - 大竹まこと、橋本さとし
- 大邪念様 - 香取慎吾
  - カトリが無意識カードで意味のある言葉が出来てしまい負けると変身する。
- A氏 - 八十田勇一

### 準レギュラー
- 藤岡さん - 藤岡弘、
- 少年刑事・（真田）キムラ - 木村拓哉
  - 大人怪人たちを追っている少年刑事。
- フジテレビのディカプリオ - 佐々木繁雄（1973年-）
- 冨士真奈美

## スタッフ
- ナレーター：中村正、森田チアキ
- オープニングテーマ：野宮真貴と野宮真貴（ピチカート・ファイヴ）「少年頭脳カトリのテーマ」
- 挿入歌：うまれてこなきゃよかった丸「おとなトゥナイト」
- エンディングテーマ：ピチカート・ファイヴ「プレイボーイ・プレイガール」
- 構成：三木聡、鈴木おさむ、倉本美津留、長谷川朝二、渡辺真也、山名宏和
- 音楽：小西康陽
- 美術制作：重松照英 → 小須田和彦
- デザイン：棈木陽次
- 美術進行：林勇
- 大道具：中山寛之、上野秀則
- アートフレーム：石井智之
- 装飾：加川功
- 持道具：小林加代子
- 衣裳：中山美和
- メイク：中谷しのぶ
- かつら：新井智子
- 視覚効果：坂井郁美
- 電飾：大木謙二
- アクリル装飾：高信作
- 生花装飾：佐藤祝子
- 植木装飾：広田明
- 特殊美術：佐藤吉一、佐藤和良
- 特殊装置：日下信二
- タイトル：岩崎光明
- CG：田中秀幸（フレイムグラフィックス）
- 技術：共同テレビ
- TD：佐々木信一
- SW：菅野恒雄
- CAM：秋山透
- AUD：斉藤哲史
- 照明：豊田秀明
- ロケ技術：中島浩司・後藤龍幸（以上スウィッシュ・ジャパン）
- 編集：太田友康、永吉敬文、岩崎秀徳、鎌田将孝
- MA：円城寺暁
- 音響効果：田中寿一（J-WORKS）
- アドバイザー：坂口修
- TK：楮本真澄
- 連絡：松本明美
- 協力：IMAGICA、FLT
- 演出補：鈴木剛、中嶋優一、貫井健汰郎、佐々木繁雄、西村宗範、高橋良昌
- ディレクター：戸渡和孝、北沢建一、高橋純
- 演出：小松純也
- プロデューサー：荒井昭博、原田冬彦
- 制作協力：ジャニーズ事務所（※表記なし）
- 制作：フジテレビ第二制作部
- 制作著作：フジテレビ

### DVD
2005年12月21日にDVDが発売。
まるむしアメ好きなエキストラに、OA時に無かったモザイクがかかっている。

## 征服少年カトリ2000
『少年頭脳カトリ』の事実上の続編で、1999年10月16日から2000年3月25日にかけて放送。世界を征服をたくらむ悪の秘密組織「世界征服会議」の陰謀を阻止する為、征服少年カトリが立ち向かう。

### キャスト
- 征服少年カトリ - 香取慎吾（SMAP）
- サカイ(カトリガール) - 酒井彩名
- 高知能滋養強壮ロボR2-ME2 - みつまJAPAN'（当時はみつまJAPAN）
- 世界征服会議長・マイク - 水野晴郎
- 南米王ビバ・カーン - キラー・カーン
- ヨーロッパ王 - 金萬福
- アフリカ王オースマンピエール - ピエール瀧
- イナガキ - 稲垣吾郎

### スタッフ
- 演出・石井浩二